# 博阿廷島
博阿廷島（英語：Boatin Island），是南極洲的島嶼，位於南設得蘭群島的羅伯特島西北面，處於克洛西爾港和內韋斯蒂諾灣之間，長0.74公里、寬0.15公里，現時由南極條約體系管理。